# John T. Dunlap

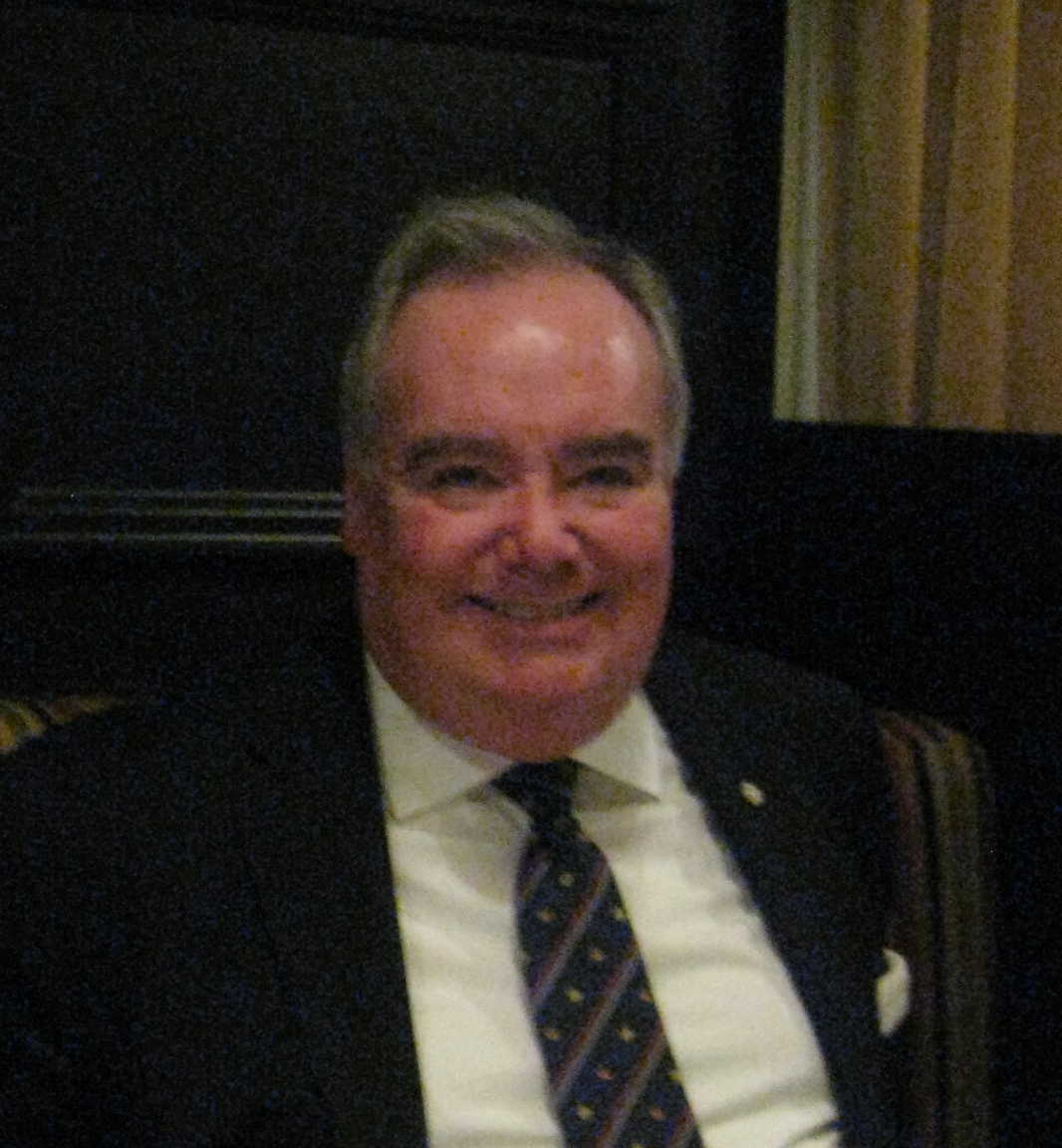
John T. Dunlap

John Timothy Dunlap (Ottawa, Canada, 16 april 1957) is grootmeester van de Orde van Malta. Hij is de eerste grootmeester zonder adellijke afkomst.

## Levensloop
Dunlap studeerde aan de universiteiten van Nice en Ottawa. Hij promoveerde tot doctor in de rechten aan de Universiteit van Western Ontario in London. Hij kreeg een eredoctoraat in openbare dienst van de John Cabot Universiteit in Rome.
Hij werd advocaat aan de balie van New York State en aan de balie van de provincie Ontario. In 1986 trad hij toe tot het advocatenkantoor Dunnington, Bartholow & Miller in New York en in 1993 werd hij er vennoot. Zijn specialisaties werden vennootschaps- en vreemdelingenrecht. In 1997 werd hij aangesteld als juridisch adviseur van de Permanente Waarnemersmissie van de Heilige Stoel bij de Verenigde Naties.
Hij maakte kennis met de Orde van Malta en kreeg zijn religieuze roeping tijdens het vrijwilligerswerk met aidspatiënten in het Cardinal Cooke Medical Center in Harlem in het midden van de jaren 1980. In datzelfde ziekenhuis bleef hij de daaropvolgende dertig jaar elke week vrijwilligerswerk doen.
Dunlap werd in 1996 opgenomen in de Orde van Malta en legde in 2004 tijdelijke geloften af als Ridder van Justitie. In 2006 werd hij eerste regent (religieuze overste), van de Sub-Priorij van Onze-Lieve-Vrouw van Lourdes, gevestigd in New York. Op 7 juni 2008 legde hij als eerste Amerikaans lid zijn plechtige geloften af.
In 2009 werd hij verkozen als lid van de Soevereine Raad van de Orde. Hij werd herkozen in 2014 en 2019. Gedurende meer dan een decennium was hij voorzitter van het Comité voor de bescherming van namen en emblemen en vertegenwoordiger bij de Alliantie van de Ordes van Sint-Jan.
Op 7 juni 2022 overleed Marco Luzzago, de luitenant-grootmeester van de Orde. Fra' Ruy Gonçalo do Valle Peixoto de Villas-Boas nam onmiddellijk de functies van luitenant ad interim op. Op 13 juni benoemde paus Franciscus Fra' Dunlap tot luitenant-grootmeester en dit werd door de Orde aanvaard. Datzelfde jaar wijzigde de paus de statuten van de Orde. In de nieuwe regels was niet langer de vereiste opgenomen dat de grootmeester van adellijke afkomst moest zijn. Hierdoor kwam ook Dunlap in aanmerking. Op 3 mei 2023 volgde zijn benoeming als grootmeester.